# Amaury Vergara
Amaury Vergara Zatarain (* 20. September 1987 in Guadalajara, Jalisco) ist ein mexikanischer Unternehmer, der seit Juni 2019 als Nachfolger für seinen wenige Monate später verstorbenen Vater Jorge Vergara als Vorsitzender für die Grupo Omnilife sowie den Club Deportivo Guadalajara verantwortlich ist.

## Leben
Vor Übernahme der von seinem Vater gegründeten Grupo Omnilife und des von ihm erworbenen Fußballvereins Club Deportivo Guadalajara war Amaury Vergara bereits als Filmregisseur und -produzent tätig und drehte unter anderem als Executive Producer den 2018 veröffentlichten Dokumentarfilm Chivas la película, dem während seiner Amtszeit als Präsident des Club „Chivas“ Guadalajara 2021 die Fernsehserie Chivas: El Rebaño Sagrado folgte, deren Episoden Titel wie Once Mexicanos (deutsch Elf Mexikaner;eine Anspielung auf die konsequente Personalpolitik des Vereins) und Club Unión (nach dem ursprünglichen Namen des Vereins) trugen.